# 杨玉文 (1906年)
杨玉文（1906年—？），男，辽宁海城人，中华人民共和国毛纺专家。第三届全国人大代表，第五、六届全国政协委员。

## 生平
1931年毕业于北京大学工学院纺织系，历任天建仁立股份有限公司毛呢纺织厂织呢车间技术员、车间主任兼工程师。专长于毛纺织工程技术，精通精纺和粗纺产品设计、纺织整理工艺。试制生产出第一个名牌产品法兰绒。1949年后，历任天津市仁立毛纺织厂副厂长、总工程师，天津市纺织工业局副总工程师，中国民主建国会天津市委员会副主任委员，中华全国工商业联合会顾问，天津市工商业联合会常委等职。1956年主持设计试制16种新产品，在全国毛纺织新产品评比会上被选中15种。1959年被评为全国劳动模范，出席全国群英会。1977年被评为天津市劳动模范。